# Institut d'urbanisme et de géographie alpine
 (mars 2022).
L'Institut d'urbanisme et de géographie alpine est l'une des unités de formation et de recherche de l'Université Grenoble Alpes. Il est le fruit de la fusion en 2017 de l'Institut de géographie alpine et de l'Institut d'urbanisme de Grenoble. 
Pôle d'enseignement et de recherche, l'IUGA est implanté dans le quartier Vigny-Musset, au sud de Grenoble, proche de l'Ecole Nationale Supérieure d'Architecture de Grenoble.

## Contexte historique
Le 1er septembre 2017, l'IGA et l'IUG ont fusionné pour créer l'Institut d'Urbanisme et de Géographie Alpine (IUGA),.  installé à la Cité des territoires, au 14-14bis avenue Marie Reynoard. Depuis cette date, le directeur en est Jean-Christophe Dissart.

## Centre de documentation
La bibliothèque de l'Institut d'Urbanisme et de géographie Alpine fait partie du réseau des bibliothèques de la Direction générale déléguée « Bibliothèques et appui à la science ouverte » (DGD BAPSO) de l'Université Grenoble Alpes. 
Le fonds Maurice Pardé : concerne les phénomènes hydrométéorologiques anciens. Il offre un état des bassins versants et des cours d'eau.
Le fonds régional Auvergne-Rhône-Alpes : littérature grise sur l'urbanisme des années 60 à nos jours.

## Cermosem
L'IUGA dispose d'une antenne décentralisée sur la commune de Mirabel en Ardèche : le Cermosen, également rattaché au Laboratoire PACTE.
Imaginé dans le cadre du projet de requalification du Domaine du Pradel, le projet du Cermosem est élaboré en 1994 par Hervé Gumuchian qui y voyait le moyen d'explorer de nouveaux domaines d'étude.